# Félix Alonso Cantorné
Félix Alonso Cantorné (Barcelona, 8 de agosto de 1959) es un político, historiador y periodista español, actualmente diputado en el Congreso de los Diputados por Tarragona desde 2023, escaño que también ocupó entre 2016 y 2019. Ha ejercido otras responsabilidades como una alcaldía o dos direcciones generales.

## Biografía
Es licenciado en Geografía e Historia por la Universidad de Barcelona. En 1976 comenzó a trabajar en Cataluña Express y desde 1981 trabaja en el diario Sport.
El mismo 1981 ingresó en la Asociación de Vecinos del Baix Guinardó, donde participó en la campaña a favor del Parque de las Aguas y se implica en el activismo vecinal, llegando a ser portavoz de la coordinadora de parados del distrito de Horta-Guinardó. Asimismo empezó a militar en el Partido de los Comunistas de Cataluña y en Comisiones Obreras de Cataluña, participando en la fundación del Sindicato de Periodistas de Cataluña. Forma parte del comité de empresa del diario Sport y se implica en los conflictos laborales de los diferentes diarios.
En 1999 se traslada a vivir a Altafulla, donde organiza la sección local de Izquierda Unida. En las elecciones municipales españolas de 2003 se presenta como cabeza de Alternativa Baix Gaià, y deviene la segunda fuerza más votada. Durante la presidencia de la Generalidad de Pasqual Maragall fue miembro del consejo asesor de la Corporación Catalana de Radio Televisión de Cataluña y en 2006 director general de Relaciones Institucionales. En las elecciones municipales españolas de 2007 se presenta por Alternativa Altafulla, y en las elecciones municipales españolas de 2011 es elegido alcalde de Altafulla.
Durante su mandato ha sido miembro del Consejo Comarcal del Tarragonés, miembro de la dirección de la Asociación de Municipios por la Independencia y se ha opuesto públicamente al proyecto BCN World.
En las elecciones municipales españolas de 2015 fue reelegido alcalde de Altafulla. Simultáneamente, en las elecciones generales de 2015 y 2016 fue elegido diputado por la provincia de Tarragona dentro de las listas de En Comú Podem-Guanyem el Canvi.
Acabada la legislatura, en agosto de 2019 fue nombrado director general de Consumo del Gobierno de las Islas Baleares, cargo que abandonó en junio de 2023. Durante estos cerca de cuatro años dedicó buena parte de su actividad a la defensa de los consumidores, destacando especialmente la primera sanción contra un banco por publicidad engañosa en la concesión y tramitación de hipotecas.
En julio de 2023 fue elegido nuevamente diputado en el Congreso por la circunscripción de Tarragona en las listas de Sumar En Comú Podem.